# Floridante

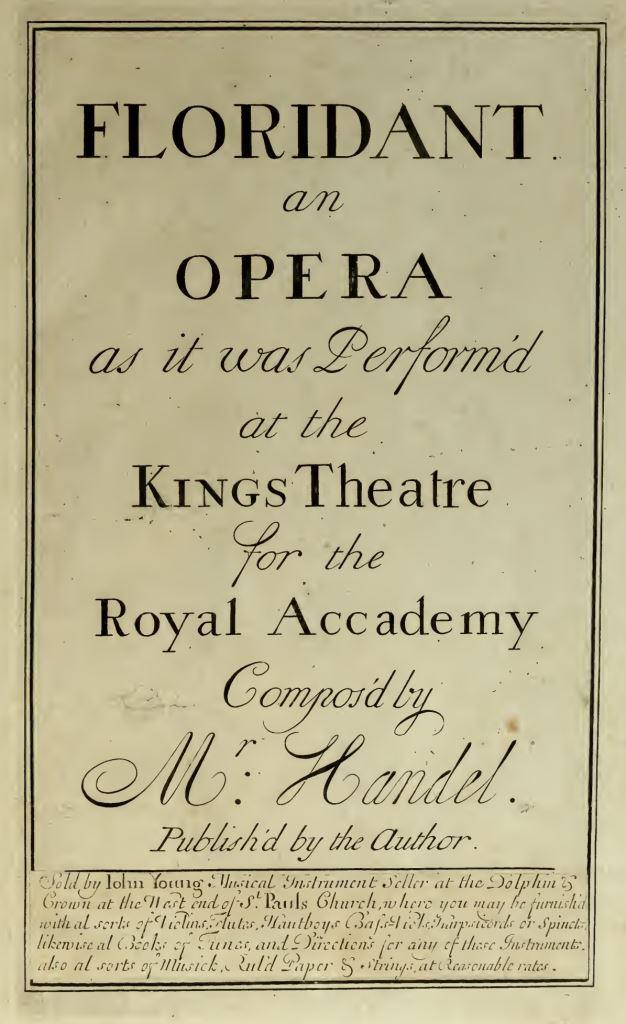
Livret de l'opéra Floridante

Floridante (HWV 14) est un opera seria en trois actes de Georg Friedrich Haendel. Le livret en italien est de Paolo Antonio Rolli, adapté de celui de Francesco Silvani mis en musique par Marc'Antonio Ziani sous le titre de La costanza in trionfo en 1696.
La première représentation eut lieu au King's Theatre de Londres le 9 décembre 1721 pour le compte de la Royal Academy of Music ; l'ouvrage fut repris, avec des modifications, le 4 décembre 1722. Il fut représenté à Hambourg en 1723 et repris à nouveau à Londres avec de nouvelles adaptations en 1727 puis 1733.

## Discographie
- Floridante - Marijana Mijanovic, Joyce DiDonato, Roberta Invernizz, Sharon Rostirf-Zamir, Vito Priante, Riccardo Novaro - Il Complesso  Barocco dir. Alan Curtis - 3 CD Archiv Produktion (2007)